# Мусатов, Иван Михайлович
Иван Михайлович Мусатов (род. 14 февраля 1976, Раквере, Эстонская ССР, СССР) — российский политический деятель и учёный; депутат Государственной думы Российской Федерации  IV и VIII созыва (2003—2007) (2021-н.в.) от ЛДПР, профессор, действительный член Академии проблем безопасности, обороны и правопорядка.
Из-за поддержки российско-украинской войны — под санкциями 27 стран ЕС, Великобритании, США, Канады, Швейцарии, Австралии, Японии, Украины, Новой Зеландии.

## Биография
Окончил Московское высшее общевойсковое командное училище в 1997 году, Финансовую академию при Правительстве РФ в 1999 году, Российскую академию адвокатуры в 2003 году.
Являлся членом комитета Государственной думы по безопасности. Его отец, Михаил Мусатов, также был депутатом Государственной думы от ЛДПР.
По состоянию на 2003 год был директором ООО «Лидер-МЛ».
Вечером 26 августа 2005 года был избит в Москве милиционерами. В 2006 году принимал участие в «Русском марше».
В 2021 году Мусатов вошел в федеральный список кандидатов на выборы в Госдуму VIII созыва от ЛДПР. Избран депутатом Госдумы.
Из-за поддержки российской агрессии и нарушения территориальной целостности Украины во время российско-украинской войны находится под персональными международными санкциями разных стран. С 25 февраля 2022 года находится под санкциями всех стран Европейского союза. С 11 марта 2022 года находится под санкциями Великобритании. С 24 марта 2022 года находится в санкционном списке Соединенных Штатов Америки за «соучастие в войне Путина» и «поддержку усилий Кремля по вторжению в Украину». С 24 февраля 2022 года в санкционном списке Канады «близких соратников режима» за голосование о признании независимости «так называемых республик в Донецке и Луганске». С 25 февраля 2022 года находится под санкциями Швейцарии. С 26 февраля 2022 года находится под санкциями Австралии. С 12 апреля 2022 года находится под санкциями Японии. Указом президента Украины Владимира Зеленского от 7 сентября 2022 находится под санкциями Украины. С 3 мая 2022 года находится под санкциями Новой Зеландии.